# XXV emendamento della Costituzione degli Stati Uniti d'America

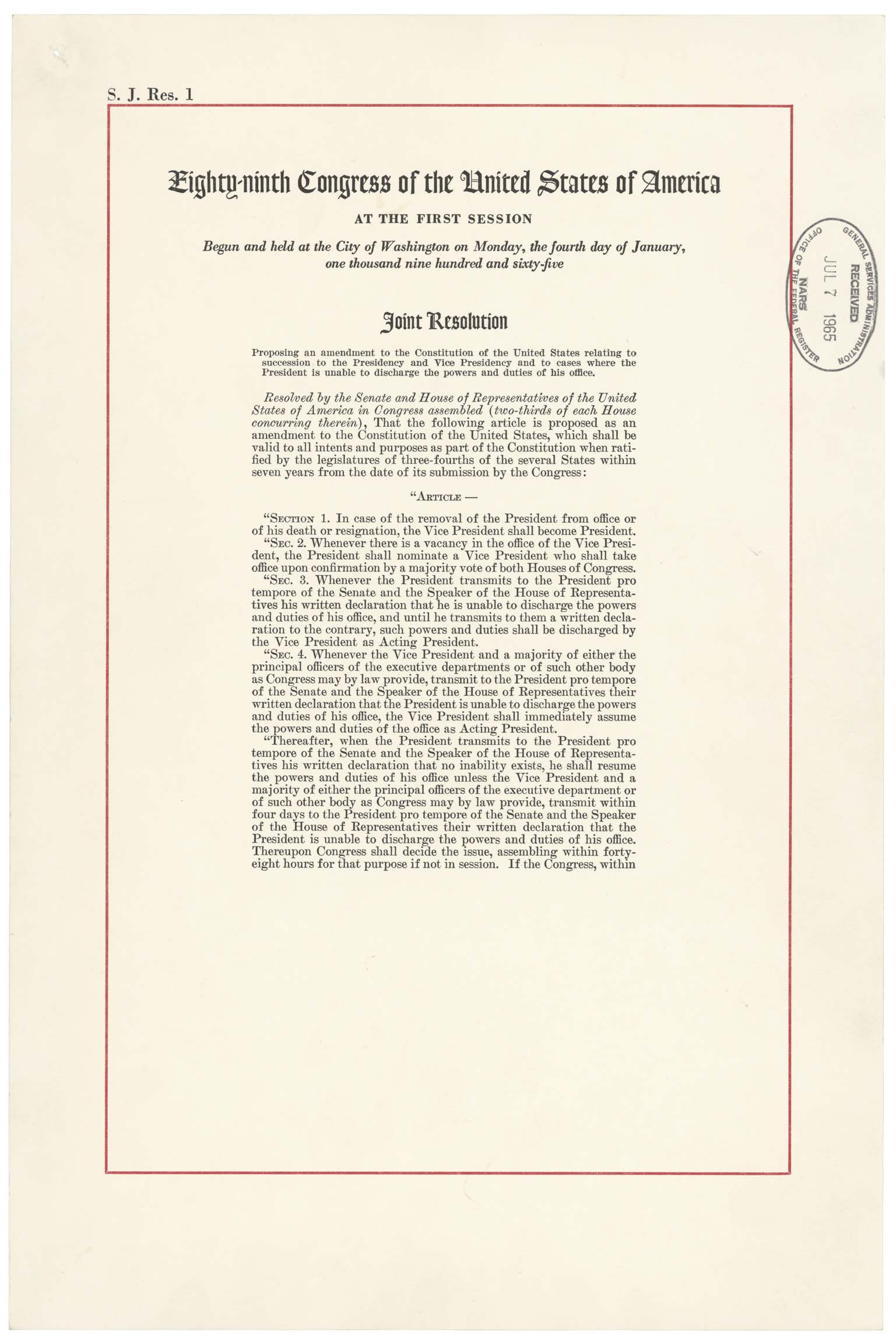
Copia della prima pagina del XXV emendamento conservata negli archivi nazionali degli Stati Uniti d'America.

Il XXV emendamento della Costituzione degli Stati Uniti d'America (Emendamento XXV) definisce la linea di successione presidenziale e affronta il protocollo da adottare nell'eventualità di un impedimento del Presidente per inabilità manifesta o malattia.
Con questo emendamento si sancisce che in caso di morte, dimissioni o impeachment del Presidente, ad assumere la carica sia il Vicepresidente degli Stati Uniti d'America.
Si specifica inoltre quale sia la procedura da seguire per occupare la posizione vacante della vicepresidenza, conseguente all'eventuale subentro alla presidenza, oltre ad approfondire le modalità con cui il Presidente in carica può delegare alcune funzioni al proprio Vicepresidente, sia per iniziativa spontanea sia per iniziativa del Vicepresidente supportata dalla maggioranza del gabinetto. In entrambi i casi, il Vicepresidente assumerebbe temporaneamente la carica di Presidente facente funzioni (o ad interim).
L'emendamento è stato proposto agli Stati federati il 6 luglio 1965 dal Congresso degli Stati Uniti ed è stato adottato ufficialmente il 10 febbraio 1967, il giorno in cui il numero richiesto di Stati (38 su 50) lo ha ratificato.

## Testo e interpretazione

### Sezione 1
(Sezione 1, XXV emendamento della Costituzione degli Stati Uniti d'America)
La prima sezione definisce che nei casi elencati, il Vicepresidente assume la carica di Presidente e non quella temporanea di Presidente facente funzioni. Il testo ha effetto immediato e non è necessario che venga esplicitamente invocato.

### Sezione 2
(Sezione 2, XXV emendamento della Costituzione degli Stati Uniti d'America)
La seconda sezione colma l'assenza nella Costituzione di un protocollo per ricoprire la carica vacante di Vicepresidente. Prima dell'approvazione del XXV emendamento, la vicepresidenza restava vacante fino all'insediamento di un nuovo Vicepresidente con il mandato presidenziale successivo. La vicepresidenza è rimasta vacante diverse volte in seguito a morte, dimissioni o subentro alla presidenza degli Stati Uniti e spesso queste cariche vacanti sono durate diversi anni.

### Sezione 3
(Sezione 3, XXV emendamento della Costituzione degli Stati Uniti d'America)
La terza sezione consente il trasferimento volontario di funzioni presidenziali al Vicepresidente (ad esempio, in vista di procedure mediche) tramite una dichiarazione del Presidente in carica in cui si esplicita la propria temporanea inabilità di assolvere ai doveri della presidenza. Il Vicepresidente assume in seguito la carica di Presidente facente funzioni e non quella di Presidente, poiché il Presidente resta ufficialmente in carica, seppur senza poteri. Il Presidente riacquisisce le proprie funzioni nel momento in cui dichiara di essere nuovamente in grado di assolverle.

### Sezione 4
Dopo di ciò, quando il Presidente trasmetta al Presidente pro tempore del Senato ed allo Speaker della Camera dei Rappresentanti una sua dichiarazione scritta che non vi è alcuna inabilitazione, egli riassumerà i poteri e i doveri del suo ufficio, a meno che il Vice Presidente e una maggioranza o dei funzionari principali in ciascuno dei Dipartimenti dell'esecutivo o di un altro corpo che il Congresso può indicare con una legge, trasmettano entro quattro giorni al Presidente pro tempore del Senato ed allo Speaker della Camera dei Rappresentanti una loro dichiarazione scritta che il Presidente non è in grado di esercitare i poteri e i doveri del suo ufficio. In base a ciò il Congresso deciderà la questione, riunendosi entro quarantotto ore a questo fine se non è in sessione. Se il Congresso, entro ventuno giorni dal ricevimento della dichiarazione scritta detta da ultimo o, se il Congresso non è in sessione, entro ventuno giorni da quando il Congresso viene richiesto di riunirsi, determina coi due terzi dei voti di entrambe le Camere che il Presidente non è in grado di esercitare i poteri e i doveri del suo ufficio, il Vice Presidente continuerà ad esercitare gli stessi come Presidente facente funzioni; altrimenti il Presidente riassumerà i poteri e i doveri del suo ufficio.»
(Sezione 4, XXV emendamento della Costituzione degli Stati Uniti d'America)
La quarta e ultima sezione affronta i casi in cui il Presidente sia inabile all'adempimento dei propri doveri e non possa, o non intenda, rilasciare la dichiarazione volontaria prevista dalla terza sezione. È consentito al Vicepresidente, insieme alla maggioranza dei "funzionari principali in ciascuno dei Dipartimento dell'esecutivo (il Gabinetto, ndr.) o di un altro corpo che il Congresso può indicare con una legge", redigere uno scritto in cui si dichiara l'inabilità del Presidente di assolvere alle funzioni del suo ufficio. Immediatamente a seguito del rilascio di suddetta dichiarazione, il Vicepresidente assume la carica di Presidente facente funzioni mentre il Presidente - come nella sezione 3 - rimane in carica seppur temporaneamente esautorato.
John Feerick, il principale autore della bozza del testo, scrive che il Congresso ha intenzionalmente omesso la definizione dei termini "inabile" e "inabilità" poiché "i casi di inabilità possono prendere forme diverse e non rientrare rigidamente in una definizione". I dibattiti riguardo al XXV emendamento indicano che i termini "inabile" e "inabilità" sono intesi per includere tutti quei casi in cui una determinata condizione o circostanza impedisca al Presidente di adempiere ai propri doveri e alle proprie funzioni.
Se il Presidente, al contrario, rilascia successivamente una dichiarazione in cui ribadisce la propria abilità, inizia un periodo di quattro giorni in cui il Vicepresidente mantiene la carica di Presidente facente funzioni. Se allo scadere dei quattro giorni il Vicepresidente e il gabinetto non rilasciano una seconda dichiarazione di inabilità del Presidente, quest'ultimo riacquisisce i propri poteri e le proprie funzioni. Se invece una seconda dichiarazione viene rilasciata, il Vicepresidente rimane Presidente facente funzioni mentre la questione viene inviata al Congresso per essere discussa. Se entro ventuno giorni il Senato e la Camera dei Rappresentanti sanciscono, entrambi con una maggioranza dei due terzi, che il Presidente è inabile, il Vicepresidente mantiene il proprio ruolo di Presidente facente funzioni. In caso contrario, le funzioni vengono riaffidate al Presidente.
Il requisito della maggioranza dei due terzi previsto dalla quarta sezione è più severo dei requisiti costituzionali per una procedura di impeachment e di rimozione del Presidente per "crimini di stato e negligenza", ovvero la maggioranza assoluta della Camera e la maggioranza dei due terzi del Senato (articolo I, sezione 3). Inoltre, un presidente sotto accusa mantiene i propri poteri, a meno che e fin quando il Senato non voti la sua destituzione alla fine del processo di impeachment, mentre nel caso il Congresso dovesse essere chiamato a decidere sull'inabilità del Presidente secondo la sezione 4 del XXV emendamento, i poteri del presidente rimarrebbero nelle mani del Vicepresidente, a meno che e fin quando la questione si risolva a favore del Presidente.

## Proposta, attuazione e ratificazione

### Proposta di Keating e Kefauver
Nel 1963, il senatore dello Stato di New York Kenneth Keating propose un emendamento costituzionale che garantisse al Congresso di legiferare riguardo all'eventuale inabilità del Presidente nell'adempiere le sue funzioni, piuttosto che prevedere un intervento diretto della Costituzione come avviene con il XXV emendamento. Questa proposta si basava sui suggerimenti dell'associazione legale American Bar Association nel 1960.
La proposta del testo recita:
(Kenneth Keating, Proposta di emendamento costituzionale)
I senatori espressero perplessità sull'eventualità che il Congresso potesse abusare di questa autorità o non essere in grado di legiferare al riguardo dopo l'approvazione di suddetta proposta. Il senatore del Tennessee Estes Kefauver, presidente del sottocomitato per gli emendamenti costituzionali del Comitato di Giustizia del Senato e che da lungo tempo chiedeva un intervento sulla questione dell'inabilità, ha sostenuto la proposta fino alla sua morte nell'agosto del 1963. Keating venne sconfitto durante le elezioni parlamentari del 1964, ma il senatore del Nebraska Roman Hruska ha continuato a portare avanti la causa di Keating come nuovo membro del sottocomitato per gli emendamenti costituzionali.

### Assassinio di John F. Kennedy
Negli anni '60, i progressi della medicina avevano reso altamente probabile che un Presidente malato o infermo potesse vivere a lungo anche in stato di inabilità. L'assassinio di John Fitzgerald Kennedy nel 1963 sottolineò la necessità di una procedura chiara per determinare l'inabilità del Presidente, soprattutto poiché il nuovo Presidente Lyndon Johnson aveva già avuto un infarto e con la vicepresidenza vacante fino al nuovo mandato presidenziale nel 1965, le due persone immediatamente in linea di successione presidenziale erano il Presidente della Camera dei rappresentanti John McCormack, 71enne, e il Presidente pro tempore del Senato Carl Hayden, 86enne. Il senatore Birch Bayh succedette a Estes Kefauver come presidente del sottocomitato per gli emendamenti costituzionali e sostenne l'adozione di un emendamento dettagliato che affrontasse la questione dell'inabilità presidenziale.

### Proposta di Bayh e Celler
Il 6 gennaio 1965, il senatore Birch Bayh e il rappresentante Emanuel Celler proposero, rispettivamente al Senato e alla Camera dei rappresentanti, la loro risoluzione. La proposta specificava il processo con cui un Presidente poteva essere dichiarato "inabile all'adempimento delle funzioni del suo ufficio", rendendo così il Vicepresidente un Presidente ad interim, nonché il modo in cui il Presidente poteva riottenere i propri poteri. Inoltre, la loro proposta prevedeva una procedura per occupare la carica vacante di Vicepresidente prima del mandato presidenziale successivo. Nel 1964, la American Bar Association appoggiò la proposta che avevano in mente di presentare Bayh e Celler. Il 28 gennaio 1965, il Presidente Johnson mostrò il proprio sostegno per la proposta durante un discorso al Congresso. La proposta ricevette sostegno da entrambi i partiti.
Il 19 febbraio, il Senato approvò l'emendamento, ma la Camera dei rappresentanti approvò una versione differente del testo il 13 aprile. Il 22 aprile, il testo tornò al Senato con delle correzioni. Vi erano quattro aree di disaccordo tra le due versioni delle due Camere del Congresso:
- quale funzionario del Senato è incaricato di ricevere le dichiarazioni scritte previste dall'emendamento;
- il periodo di tempo nel quale il Vicepresidente e i funzionari principali dei Dipartimenti dell'esecutivo devono decidere se essere in disaccordo con la controdichiarazione del Presidente in cui afferma la propria abilità all'esercizio delle proprie funzioni;
- il tempo entro il quale il Congresso si riunisce per risolvere la questione;
- il limite di tempo entro il quale il Congresso deve arrivare a una decisione.

Il 6 luglio, dopo l'intervento di un comitato per appianare le differenze tra le due versioni, la versione finale dell'emendamento venne approvata da entrambe le Camere del Congresso e venne presentata agli Stati federati per la ratificazione.

### Ratificazione
Lo stato del Nebraska fu il primo stato a ratificare l'emendamento il 12 luglio del 1965 e la ratificazione venne completata il 10 febbraio 1967 con il Nevada, il 38º stato a farlo.
Quando il Presidente Johnson dovette sottoporsi a un intervento chirurgico nel 1965, non poté trasferire temporaneamente le proprie funzioni al Vicepresidente Hubert H. Humphrey poiché la ratificazione non era ancora stata completata. Il 23 febbraio 1967, durante la cerimonia alla Casa Bianca per certificare la ratificazione, Johnson disse:
(Lyndon B. Johnson, Discorso alla Casa Bianca nel 1967)

## Invocazioni e possibili invocazioni

### Sezioni 1 e 2: Richard Nixon, Gerald Ford e Nelson Rockefeller
Il 10 ottobre 1973, il Vicepresidente Spiro Agnew si dimise. Due giorni più tardi, il Presidente Richard Nixon nominò il rappresentante Gerald Ford come nuovo Vicepresidente, come previsto dalla sezione 2 del XXV emendamento. Ford venne confermato dal Senato e dalla Camera dei rappresentanti il 27 novembre e il 6 dicembre, giorno in cui giurò.
Il 9 agosto 1974, Nixon rassegnò le proprie dimissioni e Ford divenne Presidente, nel rispetto della sezione 1. Ford è ad oggi l'unico Presidente a non essere stato eletto né per il mandato presidenziale né come Vicepresidente. La carica di Vicepresidente divenne così nuovamente vacante e il 20 agosto Ford nominò l'ex-governatore dello Stato di New York Nelson Rockefeller. Rockefeller venne confermato dal Senato e dalla Camera dei rappresentanti il 10 e il 19 dicembre e giurò in quest'ultimo giorno. Si trattò della prima volta nella storia degli Stati Uniti d'America in cui le cariche più alte del ramo esecutivo non sono state elette dal popolo.
John Feerick scrive che il XXV emendamento ha aiutato a rendere possibili le dimissioni di Nixon durante lo scandalo Watergate. Nixon e Agnew erano repubblicani e nei mesi immediatamente successivi alle dimissioni di Agnew, con la vicepresidenza vacante, le dimissioni o la rimozione di Nixon dal suo incarico avrebbero fatto assumere la carica di Presidente a Carl Albert, Presidente della Camera dei Rappresentanti ed esponente del Partito Democratico. Con la nomina di Ford, repubblicano, a Vicepresidente grazie alla sezione 2 del XXV emendamento, le dimissioni di Nixon divennero più accettabili per il Partito Repubblicano, poiché non avrebbero portato a un cambio del partito nella presidenza.

### Sezione 3
Il 22 dicembre 1978, il Presidente Jimmy Carter considerò la possibilità di invocare la sezione 3 in vista di un'operazione chirurgica. Da allora, anche i presidenti Ronald Reagan, George H. W. Bush, Bill Clinton e Barack Obama hanno considerato la possibilità senza mai invocarla effettivamente.

#### George H. W. Bush (1985)
Il 12 luglio 1985, il Presidente Reagan si sottopose a una colonscopia e gli venne diagnosticato un cancro all'intestino. Scelse di farsi operare immediatamente e si consultò con il consigliere della Casa Bianca Fred Fielding sulla possibilità di invocare la sezione 3 del XXV emendamento, ponendo enfasi sulla possibilità che un fatto di questo tipo potesse costituire un precedente indesiderato. Il 13 luglio, Reagan firmò la dichiarazione scritta prima di essere sottoposto ad anestesia generale per una colectomia e il Vicepresidente George H. W. Bush assunse l'incarico di Presidente facente funzioni dalle 11:28 alle 19:22, quando Reagan rilasciò una lettera dove dichiarava di essere di nuovo abile al suo ruolo.

#### Dick Cheney (2002, 2007)
Il 29 giugno 2002 il Presidente George W. Bush invocò esplicitamente la sezione 3 per trasferire temporaneamente i propri poteri al Vicepresidente Dick Cheney, prima di sottoporsi a una colonscopia. L'esame iniziò alle 7:09 e Bush si risvegliò quaranta minuti più tardi, ma non riassunse i suoi poteri prima delle 9:24, per assicurarsi che qualsiasi effetto successivo all'anestesia fosse svanito. In quel lasso di tempo, il Presidente facente funzioni Dick Cheney tenne regolarmente le sue riunioni sulla sicurezza nazionale alla Casa Bianca, ma non fece alcuna apparizione in pubblico e non prese alcuna decisione, a detta del suo staff.
Il 21 luglio 2007 Bush invocò nuovamente la sezione 3 prima di un'altra colonscopia. Cheney fu Presidente facente funzioni dalle 7:16 alle 9:21, rimanendo a casa. Quest'invocazione e quella del 2002 destarono relativamente poca attenzione per la stampa.

### Sezione 4
La sezione 4 non è mai stata invocata, ma la possibilità è stata considerata in diverse occasioni.

#### Attentato a Ronald Reagan (1981)
In seguito all'attentato al Presidente Ronald Reagan il 30 marzo del 1981, il Vicepresidente George H. W. Bush non ha assunto la carica di Presidente facente funzioni. Reagan è stato operato tempestivamente senza poter invocare la sezione 3 del XXV emendamento e Bush non ha invocato la sezione 4 poiché si trovava in aereo al momento dell'attentato e l'intervento chirurgico di Reagan era già terminato al momento dell'atterraggio di Bush a Washington. Nel 1995, Birch Bayh, il principale promotore dell'emendamento al Senato, scrisse che si sarebbe dovuto invocare la sezione 4. Il medico del presidente Daniel Ruge, che ha supervisionato le procedure mediche eseguite a Reagan subito dopo l'attentato, disse che aveva sbagliato a non far sì che Reagan invocasse la sezione 3, poiché il Presidente sarebbe stato sottoposto ad anestesia generale e si trovava nell'unità di terapia intensiva.

#### Presunta inabilità di Reagan (1987)
Dagli anni '70 in poi, gli oppositori politici di Reagan presunsero che egli stesse mostrando segni di demenza. Secondo il biografo di Reagan, Edmund Morris, lo staff della Casa Bianca intendeva utilizzare il loro primo incontro col Presidente Reagan nel 1987 per valutare se egli stesse perdendo o meno le proprie facoltà mentali. Tuttavia, Reagan "arrivò e apparve stimolato e si comportò splendidamente".
A Reagan venne diagnosticata la malattia di Alzheimer nel 1994, cinque anni dopo aver lasciato la presidenza. Nel 1980 il Presidente disse al neurochirurgo Daniel Ruge, secondo quest'ultimo, che si aspettava che i dottori valutassero la sua memoria e promise che si sarebbe dimesso se essa si fosse deteriorata. Dopo la diagnosi nel 1994, Ruge disse che non aveva mai trovato segni della malattia parlando col Presidente quasi ogni giorno dal 1981 al 1985.

#### Licenziamento di James Comey (2017)
Dopo che il Presidente Donald Trump ebbe licenziato il direttore dell'FBI James Comey nel maggio del 2017, il direttore ad interim Andrew McCabe sostenne che il viceprocuratore generale Rod Rosenstein aveva avuto dei colloqui all'interno del Dipartimento di Giustizia sulla possibilità di convincere il Vicepresidente Mike Pence e il gabinetto a invocare la sezione 4 del XXV emendamento contro il Presidente Trump. Un portavoce in seguito disse che Rosenstein negava ogni tentativo di far applicare con il XXV emendamento, così come fece il Vicepresidente Pence. Il 15 marzo 2019, il senatore della Carolina del Sud Lindsey Graham disse che il Comitato di Giustizia del Senato avrebbe investigato sui suddetti colloqui e avrebbe cercato documenti ad essi correlati.

#### Donald Trump e l'assalto al Campidoglio (2021)
In seguito all'assalto al Campidoglio degli Stati Uniti nella giornata del 6 gennaio 2021, il Presidente Trump venne accusato di aver incitato l'evento, portando diverse parti a sostenere e richiedere l'invocazione della sezione 4 da parte del Vicepresidente Pence. Tra i sostenitori di questa soluzione vi sono i rappresentanti Ted Lieu e Charlie Crist, l'ex-Segretario della Difesa William Cohen e la National Association of Manufacturers, i quali hanno chiesto al Vicepresidente di considerare seriamente la possibilità di invocare il XXV emendamento. Verso la sera dello stesso giorno, trapelò la notizia che anche alcuni membri del gabinetto di Trump stessero considerando l'invocazione della sezione 4. In un articolo del New York Magazine, il professore di legge Paul Campos supportò l'uso "immediato" della sezione 4 "per il bene della Nazione". Il 7 gennaio, anche il leader della maggioranza democratica al Senato Chuck Schumer e la Presidente della Camera dei rappresentanti Nancy Pelosi chiesero l'invocazione della sezione 4.